# Dmitrij Domani
Dmitrij Vjačeslavovič Domani (in russo Дмитрий Вячеславович Домани?; Mosca, 27 settembre 1974) è un ex cestista russo.

## Carriera
Con la Russia ha disputato due edizioni dei Campionati mondiali (1994, 1998) e due dei Campionati europei (1995, 2003).

## Palmarès
- Campionato russo: 3

CSKA Mosca: 1997-98, 1998-99, 1999-2000
- Coppa di Russia: 1

Krasnye Kryl'ja Samara: 2011-12
- ULEB Cup: 1

Dinamo Mosca: 2005-06